# Coenosia penicillata
Coenosia penicillata är en tvåvingeart som beskrevs av Willi Hennig 1961. Coenosia penicillata ingår i släktet Coenosia och familjen husflugor. Inga underarter finns listade i Catalogue of Life.